# دانيال إسترادا
دانيال إسترادا (بالإسبانية: Daniel Estrada Pérez)‏ هو محامي وسياسي بيروفي، ولد في 3 يناير 1947، وتوفي في 2003 بسبب سرطان. حزبياً، نشط في اليسار المتحد.